# 克羅皮夫尼亞 (沃倫斯基新城區)
50°34′10″N 27°49′5″E / 50.56944°N 27.81806°E
克羅皮夫尼亞（烏克蘭語：Кропивня），是烏克蘭北部的村莊，隸屬日托米爾州的茲維亞赫爾區。該村始建於1650年，面積2.49平方公里，海拔高度200米，2001年人口436，人口密度每平方公里175.24人。